# Rio Escuro
Rio Escuro är ett vattendrag i Brasilien.   Det ligger i delstaten Tocantins, i den centrala delen av landet, 400 km norr om huvudstaden Brasília.
Omgivningarna runt Rio Escuro är huvudsakligen savann. Trakten runt Rio Escuro är nära nog obefolkad, med mindre än två invånare per kvadratkilometer.